# (1476) Cox
(1476) Cox es un asteroide que forma parte del cinturón de asteroides y fue descubierto por Eugène Joseph Delporte el 10 de septiembre de 1936 desde el Real Observatorio de Bélgica, Uccle.

## Designación y nombre
Cox fue designado inicialmente como 1936 RA.
Posteriormente se nombró en honor del astrónomo belga Jacques Cox (1898-1972).

## Características orbitales
Cox está situado a una distancia media del Sol de 2,281 ua, pudiendo alejarse hasta 2,715 ua. Su inclinación orbital es 6,329° y la excentricidad 0,1904. Emplea en completar una órbita alrededor del Sol 1258 días.